# Vladimír Hirscher
Vladimír Hirscher (* 19. března 1985 Praha),[zdroj?] občanským jménem Vladimír Hirsch, užívající též signatury Kaer8th, Kaer MTR, Caer8th či pouze Kaer je český malíř, grafik a designér, patřící k předním představitelům českých výtvarníků street-artu, graffiti a light artu (malování světlem). Vladimír Hirscher je starším ze synů hudebního skladatele Vladimíra Hirsche.

## Biografie a tvorba
Vladimír Hirscher se malbě se věnuje od útlého dětství. Je samoukem a sám jako svou alma mater uvádí “tunely metra”. Ve svých 14 letech se začal též intenzivně zabývat malbou graffiti a řadu let působil jako zcela nezávislý, amatérský a často na hraně zákona se pohybující mladý umělec, nicméně tento zájem přetrval dodnes, kdy ho ovšem již uplatňuje jako profesionál, oslovovaný institucemi k dekoraci volných ploch.
Profesionálně se malbě věnuje od roku 2007 v komplexní práci na designu interiérů, exteriérů, tradiční malbě a grafice se specializací na 3D malbu, Light Art, air brush, bodypainting, tzv.iluze, atd. Jeho první sólovou výstavou byla v roce 2013 „8th Spectral Porn Dimension“ v Praze, kde jeho instalace maleb byla cílena ke komplexnímu vizuálnímu zážitku, vycházejícímu z přítomnosti kompletního spektra barev, které je lidské oko schopno zachytit.
Realizoval a realizuje též množství komerčních zakázek pro instituce (např.Magistrát hl. m. Prahy), včetně televizních stanic, např. pro TV Nova či Óčko. Přispěl též do úspěšné výstavy „Sexplicit“ a spolupracoval na projektu „Spielberg office centrum Brno“.

## Dílo
Jak v oblasti venkovních instalací, tak v obrazové tvorbě je Vladimír Hirscher velmi plodným umělcem. Jeho portfolio obsahuje celkově na 300 pláten a kolem 4.000 nástěnných či venkovních maleb a graffiti. Jeho rukopis je k vidění na mnoha legálních plochách a „graffity-jamech“ především v Praze, ale i po celém Česku. Jeho osobitý styl lze řadit k tzv. „post-graffiti“. K oblíbeným patří především věda a sci-fi tematika, často s filosofujícím přesahem a častá jsou nejrůznější společenská témata, především ekologie. Umělecký výraz Vladimíra Hirschera je expresivní, upřednostňující dle jeho vlastních slov intuitivní práci v dané chvíli na daném místě.

### Obrazy
Převážná většina autorových pláten je v soukromých sbírkách, dva z jeho obrazů jsou součástí stálé expozice českého výtvarného umění v Galerii Tančící dům v Praze. V této oblasti jeho produkce převažuje kosmologická tematika moderního „sci-fi artu“. Jeho první sólová výstava proběhla v roce 2013 v Praze.

### Venkovní práce a nástěnné malby

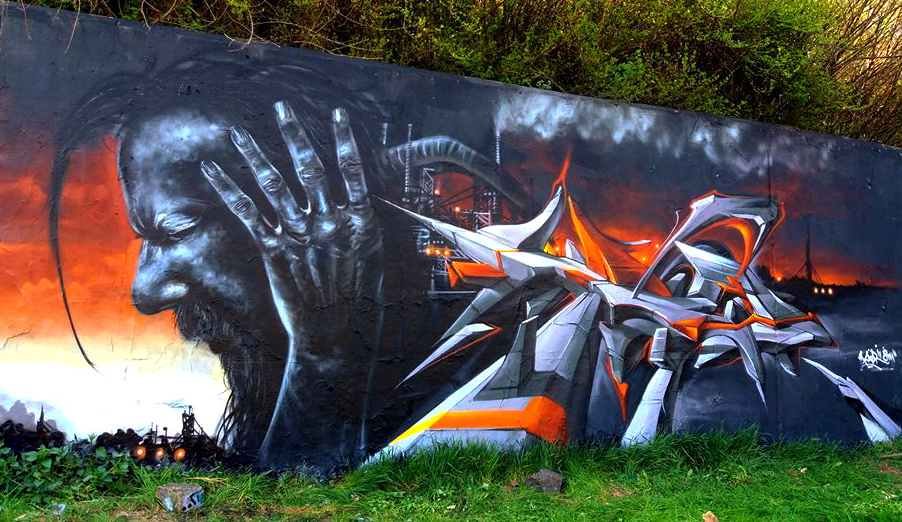
Vladimír Hirscher – Industrialismus; Praha

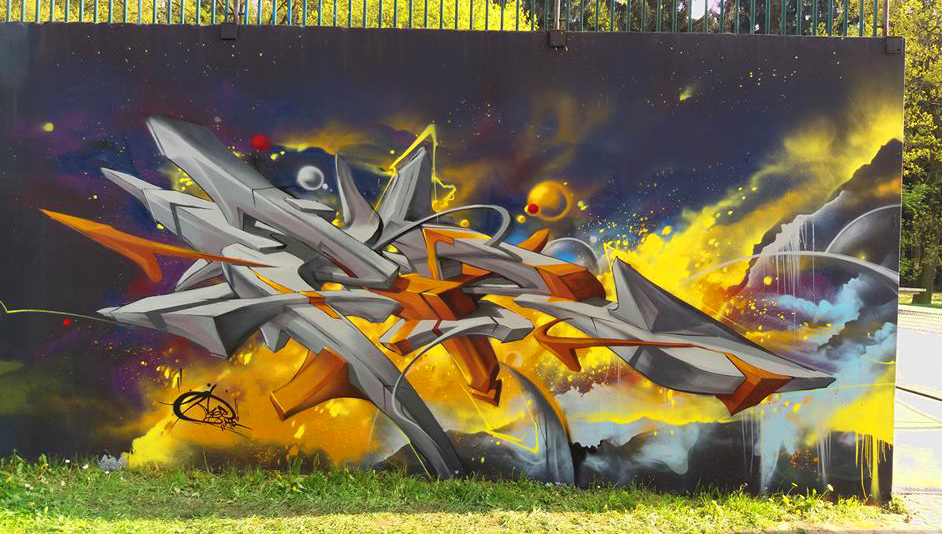
Vladimír Hirscher – In the nebula of Big Bang; Praha

Klasickými technikami tohoto typu malby Vladimíra Hirschera jsou spray, štětec, airbrush a polepy. K jeho pracím patří velké množství tzv. murálů (velkoformátová nástěnná malba), z nichž mezi nerozsáhlejšími a pravděpodobně nejznámějšími jsou nástěnné malby Pražského hradu  a orloje na stanici metra Budějovická v Praze  z roku 2012. Do této kategorie patří rovněž četný design interiérů, exteriérů a automobilů. Exteriérové malby provádí též v zahraničí.

### Malování světlem
Vladimír Hirscher též pravidelně vystupuje jako „light-artist“ (světlomalíř) . K jeho nejúspěšnějším se řadí živá vystoupení v divadle Ta Fantastika v představení „Pražská mystéria“ (Prague’s mysteries). Vystupuje též na mezinárodních přehlídkách tohoto typu umění (Německo, Polsko, Spojené arabské emiráty, Maďarsko, Slovensko, atd.). K významným z nich patří především vystoupení v katalánském národním muzeu umění v Barceloně či festival „Animayo“ ve Španělsku v roce 2015, kde byl součástí prezentace týmu Alexe Dowise, jehož je členem.